# Stoianovca
Stoianovca è un comune della Moldavia situato nel distretto di Cantemir, di 1.372 abitanti al censimento del 2004.
La maggioranza della popolazione è di etnia bulgara. È un valico di frontiera tra la Moldavia e la Romania.